# Lepidonotus semisculptus
Lepidonotus semisculptus är en ringmaskart som beskrevs av Johnston 1865. Lepidonotus semisculptus ingår i släktet Lepidonotus och familjen Polynoidae. Inga underarter finns listade i Catalogue of Life.